# Чулук
Чулук (рум. Ciuluc) — село в Фалештском районе Молдавии. Наряду с селом Егоровка и станцией Катранык входит в состав коммуны Егоровка.

## География
Село расположено на высоте 134 метров над уровнем моря.

## Население
По данным переписи населения 2004 года, в селе Чулук проживает 187 человек (87 мужчин, 100 женщин).
Этнический состав села:
| Национальность | Число жителей | Процентный состав |
| -------------- | ------------- | ----------------- |
| украинцы       | 132           | 70.59             |
| молдаване      | 37            | 19.79             |
| русские        | 15            | 8.02              |
| поляки         | 1             | 0.53              |
| прочие         | 2             | 1.07              |
| Всего          | 187           | 100%              |